# Красная жара (фильм, 1985)
«Красная жара» (англ. Red Heat) — эксплуатационное кино 1985 года совместного производства ФРГ и США в жанре триллера. Режиссёр Роберт Коллектор, в главных ролях Линда Блэр и Сильвия Кристель. В 1983 Линда Блэйр уже снималась в сексплуатационном фильме «Женщины за решёткой» (оригинальное название  «Chained Heat»). А Роберт Коллектор в 1984 снял «Воительницы джунглей». Поэтому на VHS и DVD все три фильма продавались как один пакет из трёх просмотров.
Название фильма в немецкой версии «Невинность в цепях» (нем. Unschuld in Ketten).

## Сюжет
Главная героиня фильма — американская студентка колледжа Кристина Карлсон, которая отправляется в Западную Германию, чтобы встретиться там со своим женихом Майклом, служащим здесь в НАТО-вском контингенте. Она оказывается рядом с перебежчицей Хэддой, проводящей очередную спецоперацию. Внезапно её и шпиона похищают агенты Штази, и она оказывается в Восточной Германии. Там её принимают за агента ЦРУ, допрашивают, добиваются признания, судят и отправляют в женскую тюрьму на 3 года.
Теперь она находится в том месте, где всё запрещено, и где каждый пытается бороться за своё существование. Управляет всем в тюрьме одна из уголовниц София, которой все подчиняются. Кристина пытается выжить в этом кошмаре, приспособиться к такой жизни. А в это время её жених пытается найти её, преодолевая различные бюрократические препоны. Когда он узнаёт, где находится его невеста, то пытается организовать диверсионную десантную операцию, чтобы освободить и спасти свою любимую.

## В ролях
- Линда Блэр — Кристина Карлсон
- Сильвия Кристель — София
- Сью Киль — Хедда
- Элизабет Фолькманн — Эйебек
- Альберт Фортел — Эрнст
- Херб Андрес — Вернер
- Барбара Шпиц — Мег
- Кэти Мароти — Барбара
- Дагмар Шварц — Лилиан
- Сисси Вейнер — Ута
- Соня Мартин — Эвелин
- Эвелин Энглебер — Ева